# Josep Rondissoni
Josep Rondissoni (el seu nom apareix amb la forma catalanitzada com a autor als seus llibres publicats en català) va ser un cuiner italià amb família d'origen suís, establert a Catalunya. Va estudiar a França i fou deixeble d'Auguste Escoffier. Arribà a Barcelona el 1914. Va passar pel Majestic, el Círculo del Liceo i l'Hotel Victoria de Palma, abans d'esdevenir xef del Casino de l'Arrabassada. Des del 1921 va ser professor de cuina a l'Institut de Cultura i Biblioteca Popular de la Dona (1909-1937), fundat a Barcelona per Francesca Bonnemaison. Va dirigir la redacció de la revista Ménage entre 1930 i 1937. Després de la guerra va haver de passar a la Secció Femenina de la Falange.
El 1945 va publicar el llibre de cuina Culinaria, reeditat 1954, 1967, 1993, 2000. L'edició més recent és del 2000, amb ISBN 8485855671, d'Antoni Bosch Editor.

## Obra
- Classes de cuina: curs 1924-1925
- Classes de cuina: curs 1925-1926
- Classes de cuina: curs 1927-1928
- Classes de cuina: curs 1930-1931
- Ménage (revista, entre 1931 i 1936)
- Neueste Kuechenrezepte (1932)
- Culinaria: mil recetas de cocina (1945)
- Deleites: la perfecta cocinera (1947)
- Golosinas: manual de pastelería, repostería y confitería (1948)
- Mis recetas culinarias : con repostería y pastelería (1951)